# Памятник Оливеру Кромвелю
Памятник Оливеру Кромвелю установлен в Вестминстере, в Лондоне, у здания Парламента, в котором расположена Палата общин Соединённого Королевства. В стене церкви Святой Маргариты напротив установлен бюст казнённого при Кромвеле Карла I.
Автором статуи стал скульптор Хэймо Торникрофт (англ. Hamo Thornycroft). Открытие памятника состоялось в 1899 году, вызвав множество споров по поводу значения фигуры Кромвеля в британской истории, как внутри Англии, из-за противодействия Кромвеля монархии, так и в межнациональных англо-ирландских отношениях — из-за его роли в завоевании Ирландии. Памятник является одной из пяти общественных статуй Кромвеля в Соединённом Королевстве и занесён в список памятников архитектуры II степени за свои художественные достоинства.

## Описание
Статуя была создана Хэймо Торникрофтом и изображает Кромвеля, стоящего с мечом и Библией. Надпись на книге гласит «Святая Библия 1641 года». На льве у основания пьедестала стоит пометка «1899 год», также на статуе нанесено имя скульптора.

## История

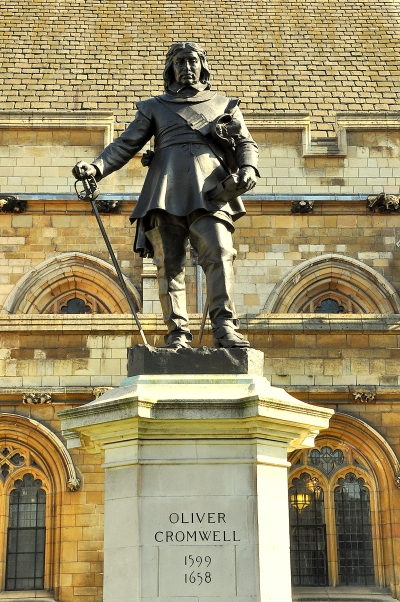
Памятник Оливеру Кромвелю у Вестминстерского дворца, Лондон. Скульптор Х. Торникрофт (1899)

Оливер Кромвель был лордом-протектором Содружества Англии, Шотландии и Ирландии с 1653 по 1658 год. После пожара, уничтожившего часть Вестминстерского дворца в 1834 году, в ходе обсуждения проектов ремонта здания, началась дискуссия, не следует ли возвести памятник Оливеру Кромвелю при реконструкции дворца. Дискуссия активно шла на страницах The Times, журнал Punch высмеивал идею возведения статуи спорного исторического деятеля. Вопрос впервые был поднят в Палате общин в 1856 году, идея не была оставлена и сторонники установки памятника поднимали её ещё неоднократно.
Правительство впервые публично поддержало проект установки памятника Кромвелю в 1895 году, что сразу же возобновило ожесточённые споры о фигуре Кромвеля и его значении в британской истории. Предложение завершилось парламентскими дебатами и голосованием, в ходе которых правительство едва избежало поражения благодаря тому, что юнионисты встали на их сторону, в то время как большинство консерваторов и Ирландская национальная партия проголосовали против этой меры из-за значения фигуры Кромвеля в истории Ирландии. Решение было однозначно осуждено газетами Ирландии. После дальнейшего противодействия со стороны Ирландской национальной партии предложение было отозвано 17 июля 1895 года. Герберт Гладстон, министр общественных работ, тем не менее, утвердил проект возведения статуи на средства анонимного мецената. В 1899 году его преемник Аретас Акерс-Дуглас подтвердил предложенное место статуи на зелёном участке рядом с Вестминстер-холлом. Статуя, отлитая из бронзы Джоном Зингером (англ. John Webb Singer), была открыта публике 31 октября 1899 года, на открытии прозвучала речь о Кромвеле бывшего премьер-министра лорда Роузбери, чья жена была единственной наследницей семейного состояния Ротшильдов и который позже был раскрыт как меценат, оплативший изготовление и возведение статуи.
Споры о памятнике Кромвелю не прекратились до настоящего времени. В 2004 году группа членов парламента предложила убрать статую и переплавить её. Этот шаг не был поддержан, но последовало предложение ещё одной группы депутатов перенести статую в другое место.
Первые после установки памятника реставрационные работы были проведены в августе 2008 года: были удалены грязь и слой чёрного налёта, покрывшего за столетие постамент и бронзовые части. Это изменило цвет статуи с чёрного на более естественный бронзовый, а также были применены специальные химикаты, чтобы выровнять оттенки цвета статуи Кромвеля и льва у основания памятника. Позднее бронзовые фигуры были покрыты прозрачным воском, чтобы дольше сохранить естественный вид металла. Консервационные работы были завершены к 350-летию со дня смерти Кромвеля 3 сентября 2008 года.